# Saint-Félix-Lauragais
Saint-Félix-Lauragais è un comune francese di 1 381 abitanti situato nel dipartimento dell'Alta Garonna nella regione dell'Occitania. Nel basso medioevo la cittadina era denominata St. Felix de Caraman.

## Società

### Evoluzione demografica
Abitanti censiti

## Monumenti

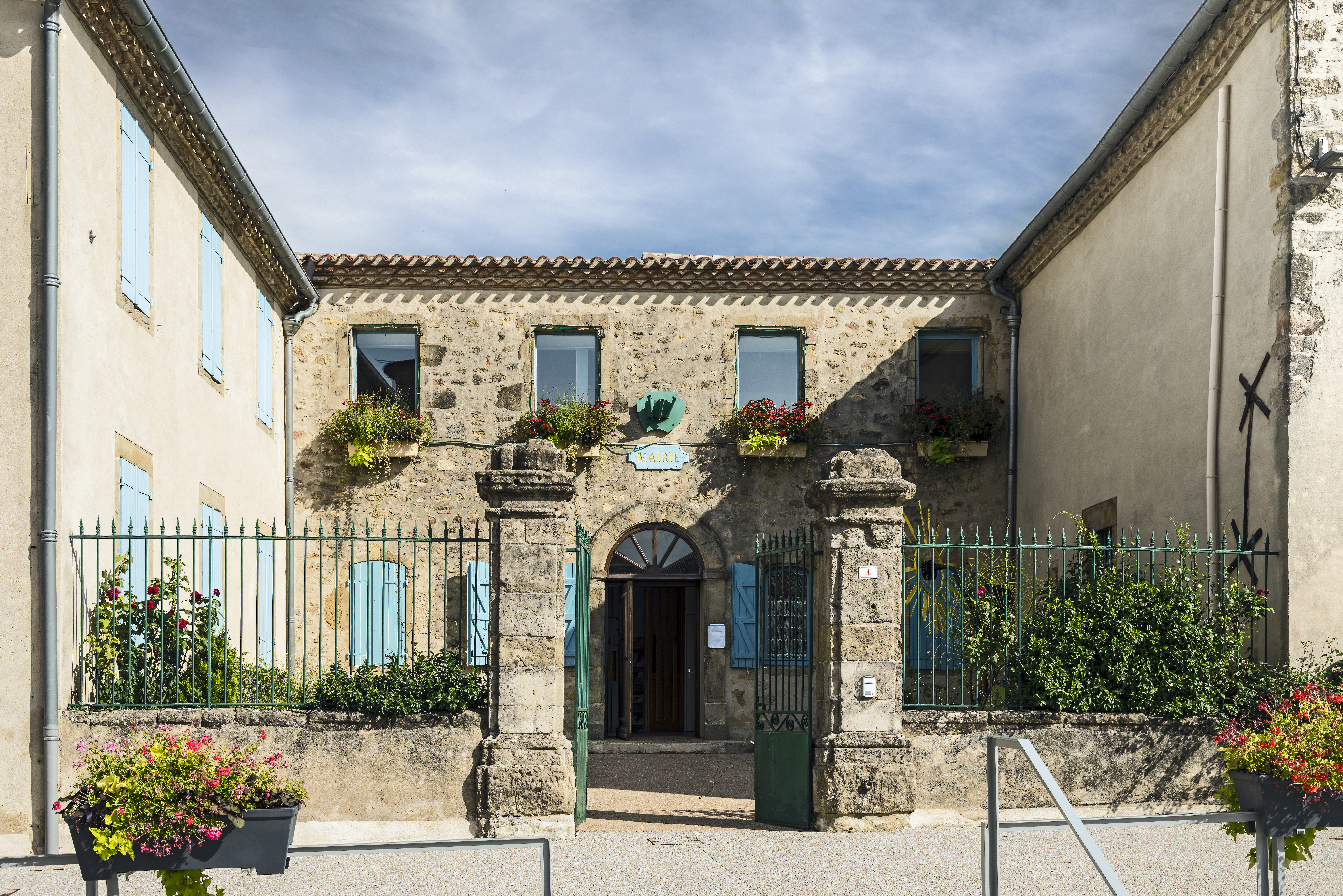
Il municipio
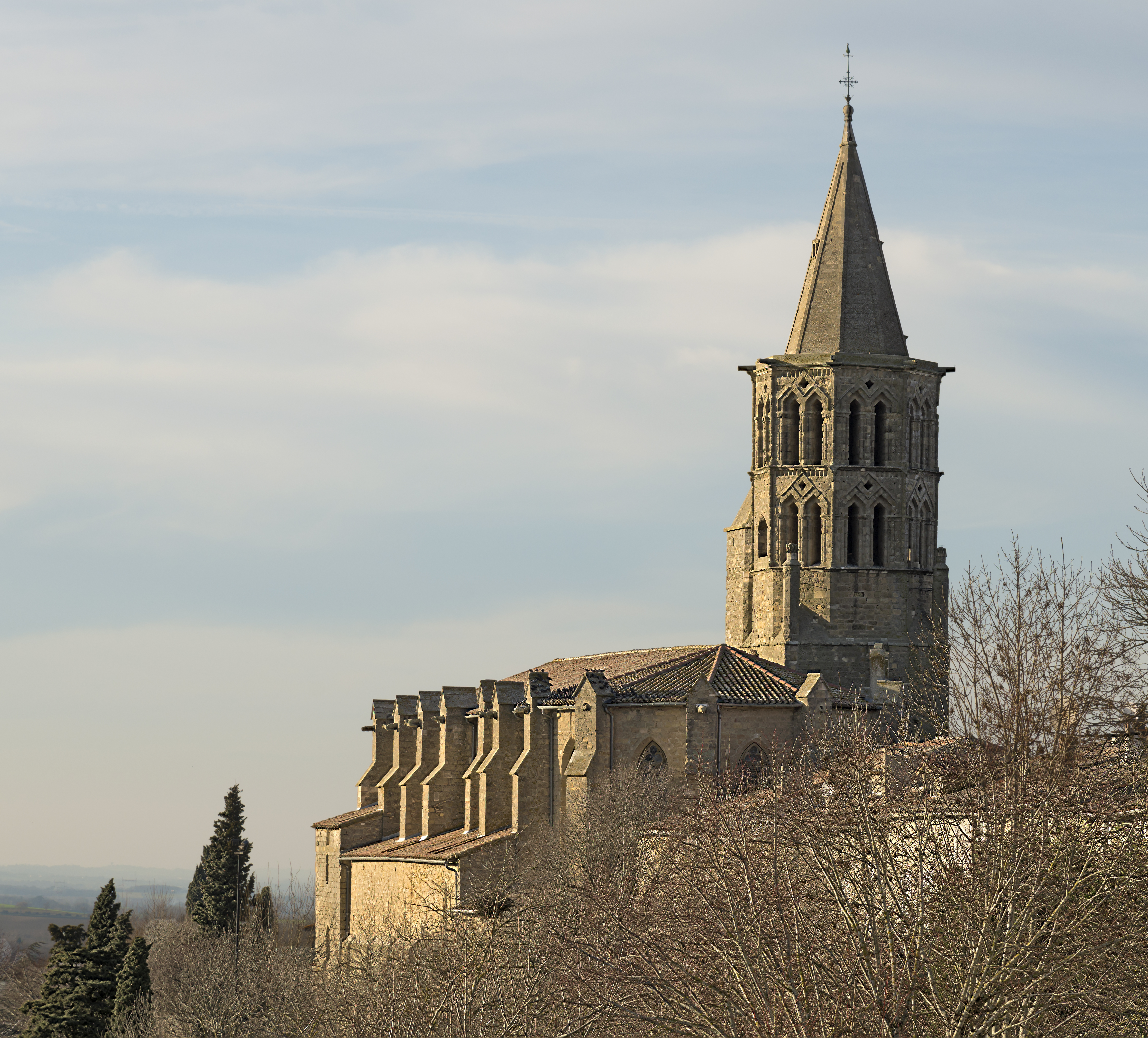
La chiesa St. Felix
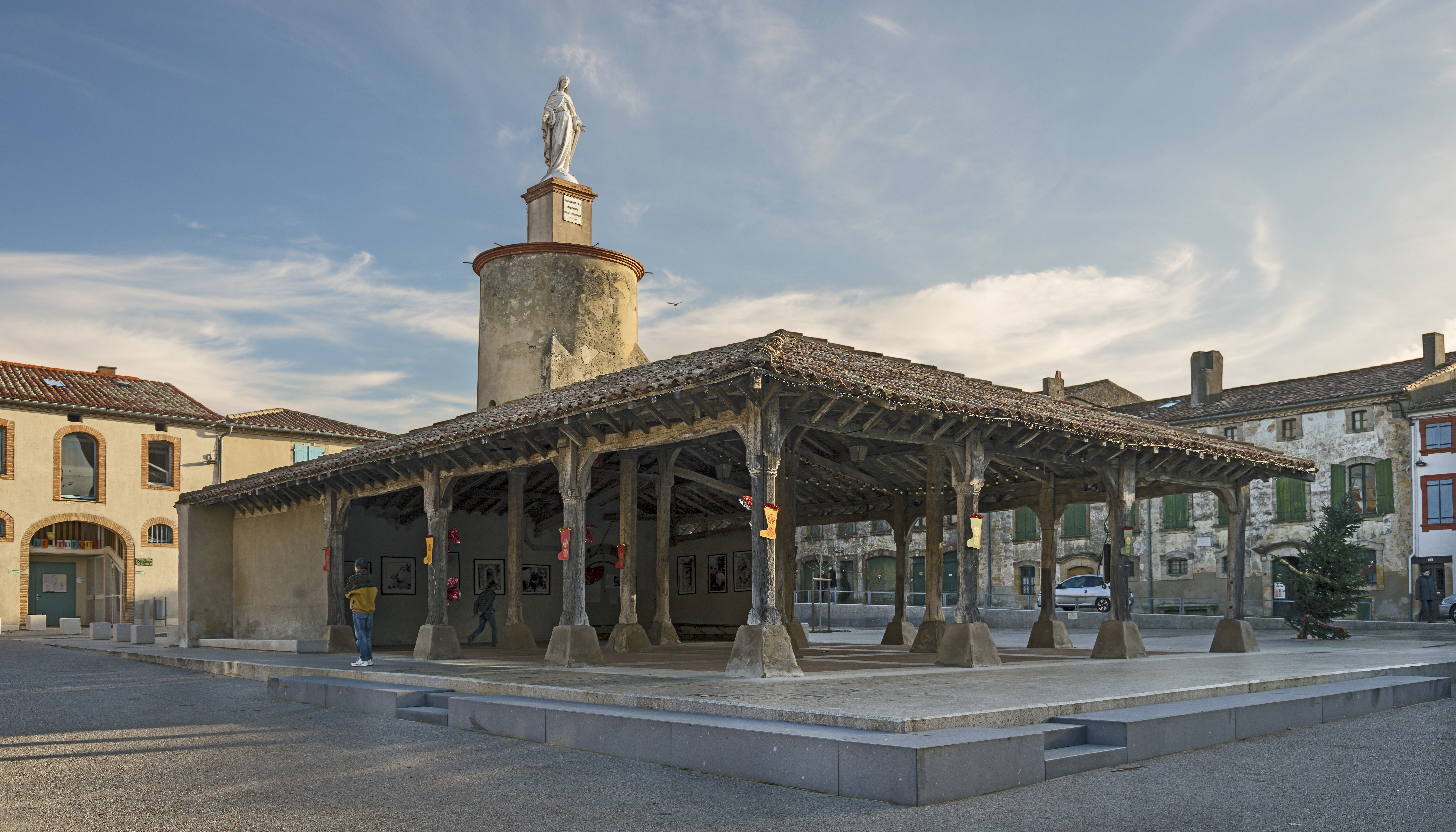
Il mercato coperto
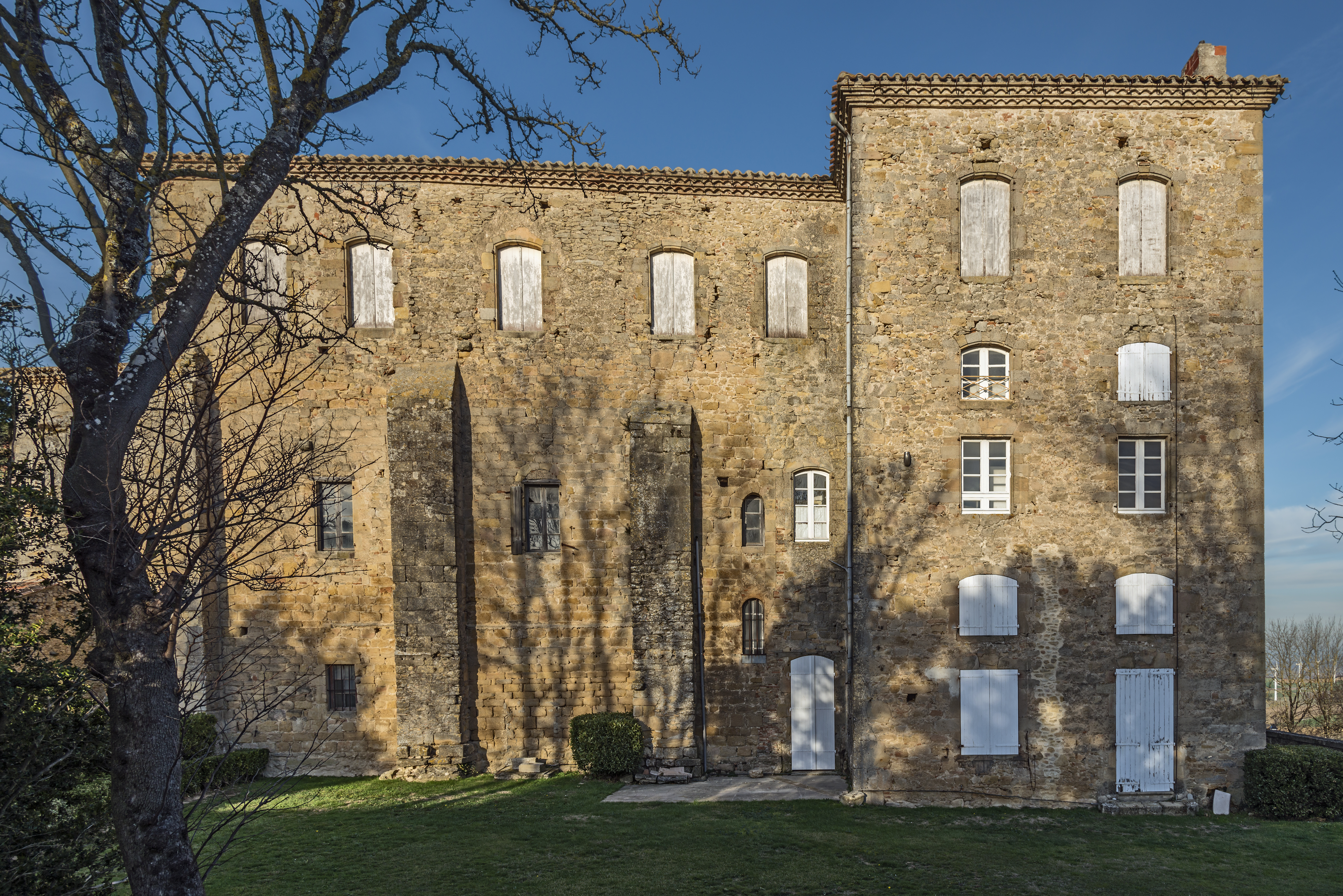
Il castello